# Wustermark
Wustermark ilà một đô thị thuộc huyện Havelland, bang Brandenburg, Đức.